# Dom Erazma Barącza w Krakowie
Dom Erazma Barącza – zabytkowa kamienica znajdująca się w Krakowie, w dzielnicy I przy ul. Karmelickiej 51, na rogu z ul. Henryka Siemiradzkiego, na Piasku.

## Historia
Kamienica została wzniesiona w 1867. W 1922 została nabyta przez emerytowanego naczelnika salin wielickich Erazma Barącza i gruntownie przebudowana. Nowy właściciel zgromadził w budynku bogatą kolekcję sztuki, m.in. obrazy współczesnych artystów polskich, w tym ponad 100 prac Axentowicza, Malczewskiego, Wyczółkowskiego i innych, rzeźby, meble i zegary. W jego kolekcji znajdowały się także orientalne tkaniny i broń oraz wyroby rzemiosła artystycznego.
Po śmierci Barącza, w 1928, zgodnie z jego testamentem, kamienica i zbiory, obejmujące ponad 500 eksponatów, przeszły na własność Muzeum Narodowego w Krakowie. Z jego daru powstał nowy oddział muzeum: IV oddział im. Erazma Barącza.
Oddział muzeum funkcjonował w kamienicy do 1939. Podczas II wojny światowej Niemcy rozgrabili zbiory, zwłaszcza obrazy i tkaniny. Dzięki poświęceniu ówczesnego dyrektora  Muzeum Narodowego Feliksa Kopery i innych pracowników udało się ocalić część eksponatów, przenosząc je do innych budynków, m.in. do magazynu na ul. Karmelickiej i do Domu Jana Matejki. W 1944 Niemcy opróżnili dom, eksmitowali kustosza i pracownika muzeum, a następnie urządzili w nim koszary policji. 
Po wojnie oddział im. Erazma Barącza nie został reaktywowany, a rozproszone eksponaty zasiliły zbiory innych oddziałów Muzeum Narodowego. Wnętrza kamienicy zaadaptowano na mieszkania.

## Architektura
Kamienica jest jednopiętrowa, z sześcioosiową fasadą skierowaną na ulicę Karmelicką. 

## Źródła
- Praca zbiorowa: Zabytki Architektury i budownictwa w Polsce. Kraków, Krajowy Ośrodek Badań i Dokumentacji Zabytków, Warszawa 2007, ISBN 978-83-9229-8-1
- Diana Błońska, O Muzeum Narodowym w Krakowie w czasie drugiej wojny światowej, Klio. Czasopismo poświęcone dziejom Polski i powszechnym, t. 28 (1)/2014, s. 85–128, PL ISSN 1643-8191